# Isaías de Salona
El obispo Isaías de Salona (en griego: Ησαΐας Σαλώνων; 1769 - 23 de abril de 1821) fue un clérigo griego. Fue el primer obispo que murió luchando en la Revolución griega de 1821.[cita requerida]

## Biografía
Nació en Desfina, Fócide, en una casa cercana a la iglesia de Agios Charalambos en 1769  y fue bautizado como Elías, el tercer hijo de la familia del sacerdote Papa-Statis y Archontos. Sus hermanos se llamaban Juan (quien se convirtió en pastor) y Theodosis, quien se convirtió en monje en el Monasterio de San Lucas . A la edad de 18 años, su padre lo envió a Amfissa para prepararse para la vida religiosa, sirviendo cerca del monje llamado Gerasimos Lytsikas.  En 1797 se hizo monje en el Monasterio del Santo Precursor de Desfina, tomando el nombre de Isaías y fue ordenado diácono en el Monasterio de San Lucas.  Estudió en Ioannina, cerca de Kosmas Balanos y Athanasios Psalidas . En Ioánina conoció a Ali-Pasha, a quien salvó el padre de Isaías, llamado Papa-Stathis a mediados del siglo XVIII, cuando lo encontró moribundo en una cueva y lo curó.  Ascendido rápidamente como abad, debido a su corta edad, despertó su interés en el patriarca Cirilo VI de Edirne, quién lo invitó en 1814 a Constantinopla para formarse. Allí conoció al patriarca Gregorio V, pero también fue iniciado en la Sociedad de Amigos, en 1818. Ese mismo año fue ordenado obispo, donde asumió el cargo de obispo de Salona tras la muerte de Joaquín, siguiendo las persuasiones de los prelados locales y del propio Ali.  Dos años más tarde se hizo miembro de la Sociedad de Amigos, desarrollando actividades benéficas, recaudando dinero y armas que almacenó en Salona .[cita requerida]
En enero de 1821 fue convocado de forma urgente a Constantinopla por el patriarca Gregorio E. A juzgar por la correspondencia existente entre ambos, es evidente que ambos habían trabajado desde el año anterior en la preparación de la Carrera mediante frases simbólicas. Durante este encuentro, tras recibir instrucciones específicas para el Peloponeso, se dirigió allí en febrero, donde se reunió con los obispos alemanes de la antigua Patras, Gregorio de Nafplio y Daniel de Trípoli. El 11 de marzo desembarcó en Antikyra, regresó a su diócesis y desde ahí se dirigió a Livadia, donde se entrevistó con los obispos Dionysios II de Atenas y Neophytos Talantios. A continuación se reunió con Athanasios Diakos, que en aquel momento contaba con la confianza del líder local Kara Ismail-bey, mientras llegaba a un acuerdo con las élites de la zona.[cita requerida]

## Actividades revolucionarias
En febrero de 1821, Isaías con su hermano y el abad del priorato de Santa Lukas Chatzis se encontraban en Constantinopla, donde se reunió con el patriarca. El 11 de marzo regresa y desembarca en secreto en Antikyra. Se dirige al priorato de Santa Loukas Chatzis, donde le esperaba Athanasios Diakos. En la oración de la tarde, él y el askeri de Diakos hacen un juramento a la Revolución. A continuación, se dirige a Salona y llega a un acuerdo con Panourgias. Llegan armas y municiones de Galaxidi y se distribuyen a las casas de los nobles.  El 24 de marzo, bendice de nuevo las municiones de los hombres de Panourgias, en el monasterio del profeta Ilias. También están presentes los prebostes del Salón Anagnostis Giaghtzis, Anagnostis Kehagias, Rigas Kontorigas. El 25 de marzo Gkouras conquista Galaxidi y el 28 de marzo Skaltsodimos conquista Lidoriki.  El 26 de marzo, Isaías llega de nuevo a Holy  Loukas donde está Diakos. Se elleva a cabo una glorificación y al día siguiente los hombres armados parten a luchar. El 27 de marzo, los revolucionarios de Panourgias comienzan el asedio contra el castillo de Salon, mientras que en la ciudad se lleva a cabo una "administración griega". Ese mismo día tiene lugar el inicio de la Revolución, cuando Isaías de Salona junto con los otros dos obispos toman juramento a los rebeldes en el monasterio de San Lucas, que se había convertido en la "Hagia Sophia de Roumeli ",  Mientras que los monasterios de Prodromos y San Paraskevi bendecían las armas de los asistentes contra los combatientes turcos otomanos, proclamando oficialmente la Revolución en Beocia. El primero de abril, Lebadea es conquistada.
Después de la caída del Castillo de Lebadea el 1 de abril y la caída del Castillo de Salon el 10 de abril (en Pascua) en manos de los griegos, Isaías se apresuró a reunirse con Diakos y Diovouniotis en Zitouni. Uniéndose a la lucha de Alamana Isaías, sosteniendo la Cruz, liderando a los luchadores griegos.  Pero en el enfrentamiento con las tropas de Omer Vrionis resulta herido de muerte mientras que al mismo tiempo su hermano, el predicador conocido como el sacerdote Ioannis, también es asesinado. Los otomanos decapitaron el cadáver de Isaías, sus hermanos y otros combatientes griegos y lo colocaron frente a Diakos mientras era ejecutado brutalmente con empalamiento en Lamia. Después de su muerte, fueron arrojados a un río junto con los cuerpos de los ejecutados.

## Legado
El edificio del museo en recuerdo de Despotis Salonon Isaías se construyó sobre el terreno en el que estaba la casa de Isaías, en Desfina de Fócida. Fue creado por el anterior municipio de Desfina (ahora Unidad Municipal de Desfina del Municipio de Delfoi) en colaboración con la antigua Administración Prefectural de Fokida y la ayuda de la "Asociación de Isaías en Atenas y en Todas Partes Desfiniotes", bajo los auspicios de la Santa Metrópolis de Fokida. El museo fue inaugurado un domingo 28 de julio de 2013, en presencia de todas las fuerzas del orden. En el museo se exhiben algunos objetos personales de Isaías, como su encolpión, su sagrado evangelio, etc., así como copias de sus vestiduras. También hay escritos y pinturas de la época y una sala especialmente modificada donde se muestra un documental de vida.
En 1916, en honor de Isaías y su hermano, se erigió una cruz de mármol cerca de la antigua carretera Amfissa-Lamia. En el monumento conmemorativo figura la siguiente inscripción:
A los hermanos Isaías de Anfistis y Juan Obispo de Sesfini de Paranassis, nacidos en la ciudad de Chalkomata
23 de agosto de 1821
Por su patriotismo en la batalla de Alamanas
en 1916.
También hay un busto de Isaías en el exterior del templo metropolitano de Desfina y una estatua de él en Amfissa . 

## Información adicional
- "Μεγάλη Ελληνική Εγκυκλοπαίδεια", τομ. ΙΒ΄, σελ.400.
- Περιοδικό Ιστορικά (Ελευθεροτυπίας), "1821 Η Κήρυξη της Επανάστασης" τ. 229 (24 de mayo de 2004), σελ. 25.

- Datos: Q1241327
- Multimedia: Isaias of Salona / Q1241327